# Omdöme
Omdöme är den mentala förmågan att fatta rationella beslut. Ett utvecklat omdöme är en viktig del av personlig mognad, och avgörande för att en person ska kunna beläggas med ansvar. Omdöme är förmågan att fatta rationella beslut utifrån olika kunskapskällor och situationer.